# Gonomyia (Leiponeura) porrecta
Gonomyia (Leiponeura) porrecta is een tweevleugelige uit de familie steltmuggen (Limoniidae). De soort komt voor in het Australaziatisch gebied.